# 水野忠通
水野 忠通（みずの ただゆき、延享4年（1747年） - 文政6年11月17日（1823年12月18日））は、江戸幕府の旗本。通称は熊三郎、要人、官位は従五位下若狭守。父は水野忠寄。妻は鳥居忠雄の娘で、秋月種蔭の娘を後妻に迎える。
寛政の改革を推し進めた松平定信は、天明6年（1786年）もしくは翌7年初頭に将軍徳川家斉に上申した書状に、「長崎は日本の病の一ツのうち」であり、その統治は熟考すべきことだと書いた後、当時長崎奉行を務めていた水野は「相応御用に相立ち申す可き（しっかりしており役に立つ）」者と述べていた。『よしの冊子』にも、定信から目をかけられたことで「水野ハ一体気丈無欲ニてよき御役人のよしのさた」（なかなか気が強く無欲なので、よい役人だ）と評判になったことが書かれている。

## 略歴
安永3年（1775年）12月22日、将軍徳川家治に初めて御目見得する。翌4年（1776年）閏12月6日、29歳で水野家1200石を継ぐ。同5年1月26日、小姓組番になる。安永7年（1778年）1月11日に使番になり、同年12月16日に布衣の着用を許される。
天明元年（1781年）7月26日、西丸目付に任じられる。同6年（1786年）2月26日、長崎奉行に就任。同年7月1日、従五位下となり、若狭守を名乗る。天明8年（1788年）9月11日、越権行為で閉門となっていた末吉利隆（末吉利隆#閉門参照）の代わりに長崎に着任する。
寛政2年（1790年）3月28日、長崎会所の交易の改正を命ぜられ、勘定奉行に准ぜられる。
寛政4年（1792年）閏2月25日、長崎在任中に家臣が市民から賄賂を取ったことが発覚し、閉門となる。6月6日、許される。7月1日、先手弓頭に転任。
寛政8年（1796年）9月25日、日光奉行に就任。
寛政10年（1798年）3月21日、大坂東町奉行に就任。
文化3年（1806年）8月12日、小普請奉行に就任。
同年12月15日、勘定奉行公事方に就任。同月22日より道中奉行を兼務。
同4年（1807年）12月24日、道中奉行を免ぜられる。
同7年（1810年）12月14日、大目付分限帳改に就任。
同8年（1811年）11月24日、宗門改兼務。
文政6年（1823年）9月14日、旗奉行に就任。同年11月17日に死去。

## 長崎の改革
17世紀後半、日本国内の銅の産出量低下、および銅貨の原料としての銅の国内需要の高まりによって、輸出用の銅が不足する事態が起きていた。銅の代わりに俵物を輸出品にしようという政策に対し、当時の老中松平定信は長崎会所の乱脈経営を批判し、貿易の削減と会所の改革を目指した。
天明8年（1788年）に、同僚の長崎奉行の末吉利隆が長崎在勤中に処罰を受けたため貿易業務は滞った。国内の銅不足とあいまって、貿易用の銅搬入が遅延し、そのために後任の水野は離日を控えたオランダ商館長に責められた。水野は、輸出銅が枯渇したのは長崎会所の乱脈経営にあると考え、会所改革のため翌寛政元年（1789年）にオランダ貿易に深く関与していた年番大通詞の堀門十郎と長崎会所調役の久松半右衛門を処分した。
寛政2年3月20日、水野は、銅の代わりに俵物の輸出を本格化しようと考える勘定奉行の久世広民と長崎の政策をめぐって衝突した。それを聞いていた松平定信は、その場ではどちらの意見が良いとは言わず、笑って席を立ったが、後日定信は水野を長崎奉行兼任の勘定奉行格に引き上げた。
松平定信の長崎貿易を縮減させる方針に沿って、長崎に着任した水野は、貿易額の規模を半分に、オランダ船の来航許可数を年2隻から1隻にし、オランダ商館長の江戸参府を4年に1回とする「半減商売令」を布告した。
水野は長崎の住民に対しては厳しい態度で臨んでおり、「（オランダ）通詞は日本人と思ふべからず。外国のものと心得扱うべし」と考えていた。寛政2年9月に久松半右衛門を町年寄から退任させ、慣習通りに樟脳の輸出手続きを進めたオランダ通詞たちを11月に処罰する。翌12月には貿易半減令をしっかり翻訳しなかったとして、オランダ通詞たち8名が入牢や町預などの処罰を受けた。
その一方で、長崎の地役人の中から28人を長崎奉行所の直接に配下に置く措置を執った。これは、奉行の直接配下とすることで、実質的に町政・貿易の実務を担っていた地役人の取り込みを図ったと考えられている。
オランダ商館長にも改革を容認できないなら長崎住民を全て江戸に移住させると告げた。そして長崎市民に対して外国貿易に依存せず手工業や農業を身に付けるように言い、貿易に関する罪を犯した者にはそれが微罪であっても重罰を科した。長崎に蔵屋敷を置いた西国諸藩の長崎聞役に便宜を図ることも無くなり、佐賀藩の聞役は、更迭された末吉利隆の在勤中は事前に様々な案件について長崎奉行と内談できたのに、近年はそれができないと申し立てた。寛政2年の初頭ごろには、久世広民の屋敷の門に、「長崎奉行が水野忠通では長崎が立ちいかないし、また永井直廉では困る」という訴えもなされた。

## 家臣の収賄事件
寛政3年（1791年）6月20日、江戸から派遣された目付・井上正賢とその配下の徒目付や小人目付が長崎に到着し、2ヵ月後の8月20日に出立した。佐賀藩聞役の竹野喜兵衛が水野に目付派遣の理由を内々で尋ねたところ、昨年からの水野の長崎での政策に承服できないとして、江戸へ上って訴える者が続出したためとの答えだった。そして昨年から密貿易などが発生しており、水野の家老が認められた以上の銀を受け取っているという話もあって、その監査も目的であったという（『泰国院様御年賦地取』）。翌年（1792年）には、江戸に戻った水野は閉門を言い渡された。
長崎の事件を記した『犯科帳』によればこの事件は、
1. 寛政2年12月に「半減商売令」第二令を正確に翻訳しなかったことで5年の蟄居となったオランダ通詞たちの宥免のため、他の通詞たちが賄賂を贈った件
2. 寛政2年にキリシタンの嫌疑のかかった浦上村の農民の釈放願い
3. 広東人参の不正取り扱いで長崎から追放されていた両国屋源右衛門の呼び戻し願い
4. 広東人参の取り扱いを求める賄賂工作

の4件に関わる贈収賄で、71名が処分された（寛政5年（1793年）3月13日条の判例）。処罰された者の中には、水野の家臣の立岩宗次郎や佐藤万蔵のほか、寛政2年に長崎奉行直支配となった役人の吉村九郎右衛門と松下太次平もいた。オランダ通詞の宥免願いでは、賄賂を授受した100人以上の関係者が取り調べを受け、処罰された。そして本来全く別の4つの事件の関係者が、賄賂金の調達のために相互に資金の融通を行なっていたことも判明した。
『通航一覧』や『寛政重修諸家譜』には、長崎貿易の通商改正の時期に別して不行届であり、落度は大きいとして水野は閉門となった。『寛政重修諸家譜』には、かねてから収賄に関する風聞や、封書による訴えもあったと記されており、前年長崎在勤を交代した同僚の長崎奉行・永井直廉もそのことを知らされていたという。
水野が閉門となったことで長崎は在任奉行が不在となった。そのため、寛政4年6月に後任の平賀貞愛が着任するまでの間、長崎に関する問題は久世広民が代理として臨時に担当することになった。